# Le Tronchet (Ille-et-Vilaine)
Le Tronchet is een gemeente in het Franse departement Ille-et-Vilaine (regio Bretagne). De plaats maakt deel uit van het arrondissement Saint-Malo. Le Tronchet telde op 1 januari 2022 1.204 inwoners.

## Geografie
De oppervlakte van Le Tronchet bedroeg op 1 januari 2022 11,35 vierkante kilometer; de bevolkingsdichtheid was toen 106,1 inwoners per km².

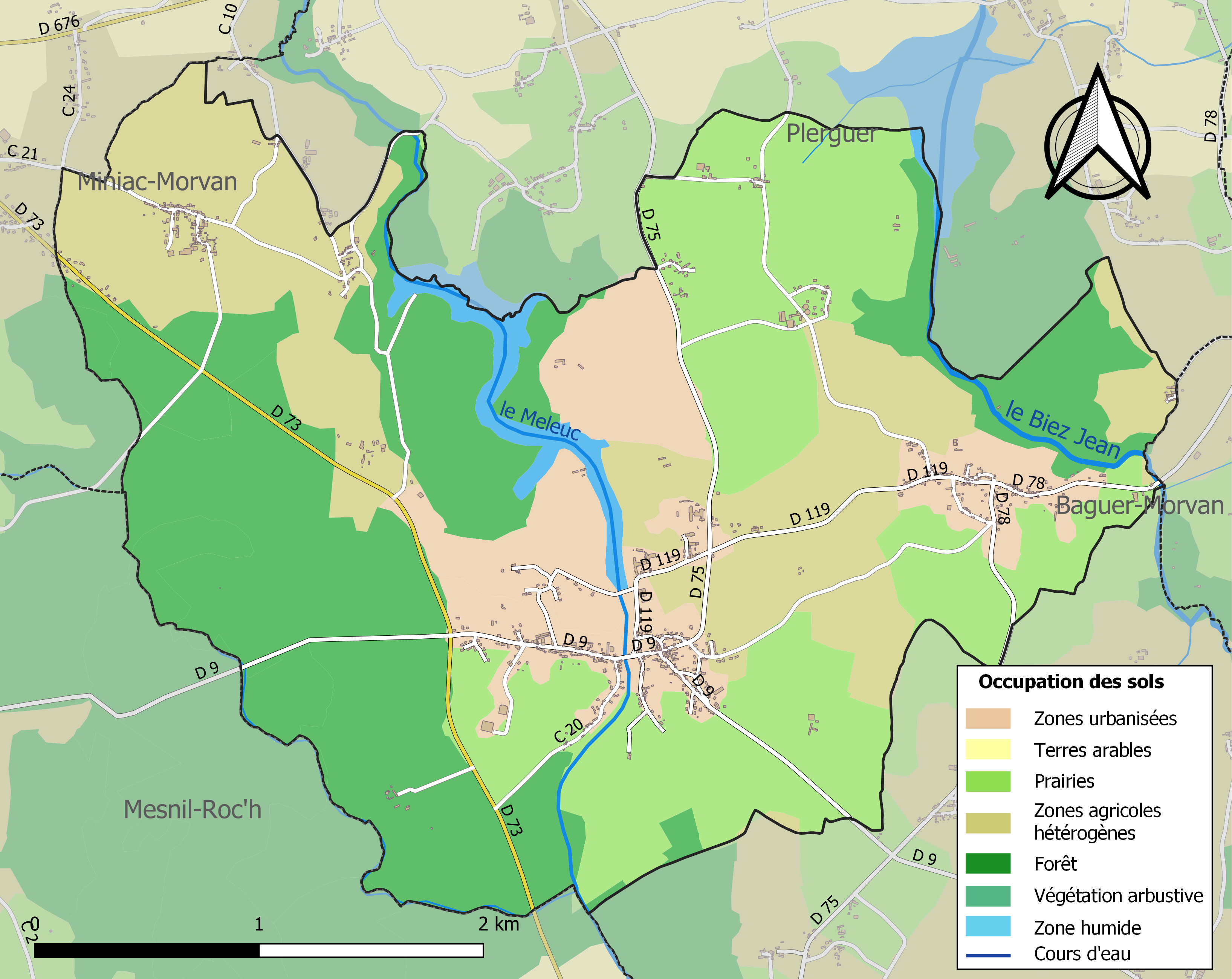
Kaart van de gemeente met belangrijkste infrastructuur, bodemgebruik en omliggende gemeenten

## Demografie
Onderstaande figuur toont het verloop van het inwonertal, bron: INSEE-tellingen. 